# Héctor Bonilla
Pour les articles homonymes, voir Bonilla.
Héctor Bonilla, né  Héctor Hermilo Bonilla Rebentun le 14 mars 1939 à Tetela de Ocampo (Puebla, Mexique) et mort le 25 novembre 2022 à Mexico, est un acteur, réalisateur et homme politique mexicain.
Il est l'un des acteurs les plus importants du théâtre, du cinéma et de la télévision au Mexique. Il est notamment connu pour son interprétation dans le film Rojo Amanecer, dont il est aussi l'un des producteurs, et pour ses rôles principaux dans les telenovelas Viviana (es) et La casa al final de la calle (es).

## Biographie
Héctor Bonilla est né à Tetela de Ocampo dans l'état de Puebla. À l'âge de quinze ans, il a son premier contact avec le  théâtre, qui va devenir sa grande passion.
Il a étudié les arts du spectacle à l'École Nationale d'Art Théâtral de l'Instituto Nacional de Bellas Artes (INBA) de Mexico.
Pendant ses années universitaires, il a été joueur de football américain en tant que quarterback, mais il a dû abandonner ce sport en raison de blessures.
En 1962, Il débute au cinéma avec le film Jóvenes y bellas. Toujours en 1962, il commence également  sa carrière théâtrale avec, en particulier, son interprétation du rôle principal dans l'adaptation en espagnol de la pièce Golden Boy (en).
À partir de 1967, il travaille aussi à la télévision, principalement dans des telenovelas. 
Il est également acteur de doublage et a notamment participé aux versions en espagnol de trois films des studios Disney : Ratatouille en 2007, Le Livre de la jungle en 2016 et Coco en 2017.
En novembre 2021, il reçoit un prix couronnant plus de cinquante ans de carrière sur la scène théâtrale mexicaine.
En dehors de son métier d'acteur, il s'est aussi fait connaitre en tant que producteur, réalisateur, musicien et défenseur de causes sociales. En particulier, il a œuvré en faveur des acteurs de productions indépendantes en créant le Syndicat des Acteurs Indépendants (SAID),. Il a également été député de l'Assemblée constituante de la ville de Mexico du 15 septembre 2016 au 31 janvier 2017.

## Vie privée
Il a été marié à l'actrice Socorro Bonilla (es), dont il a divorcé. Il épouse plus tard l'actrice Sofía Alvarez (es) (petite-fille de l'actrice mexicaine du même nom). Il est père de trois enfants : Leonor, Fernando et Sergio Bonilla (es).

## Mort
Héctor Bonilla décède le 25 novembre 2022 en fin d'après-midi à son domicile de Mexico, victime d'un cancer du rein, contre lequel il luttait depuis 2019. L'annonce de sa mort a été faite par le Secrétariat Mexicain de la Culture.

## Théâtre
- 1962 : Golden Boy (en) de Clifford Odets
- 1989 : M. Butterfly de David Henry Hwang (en)

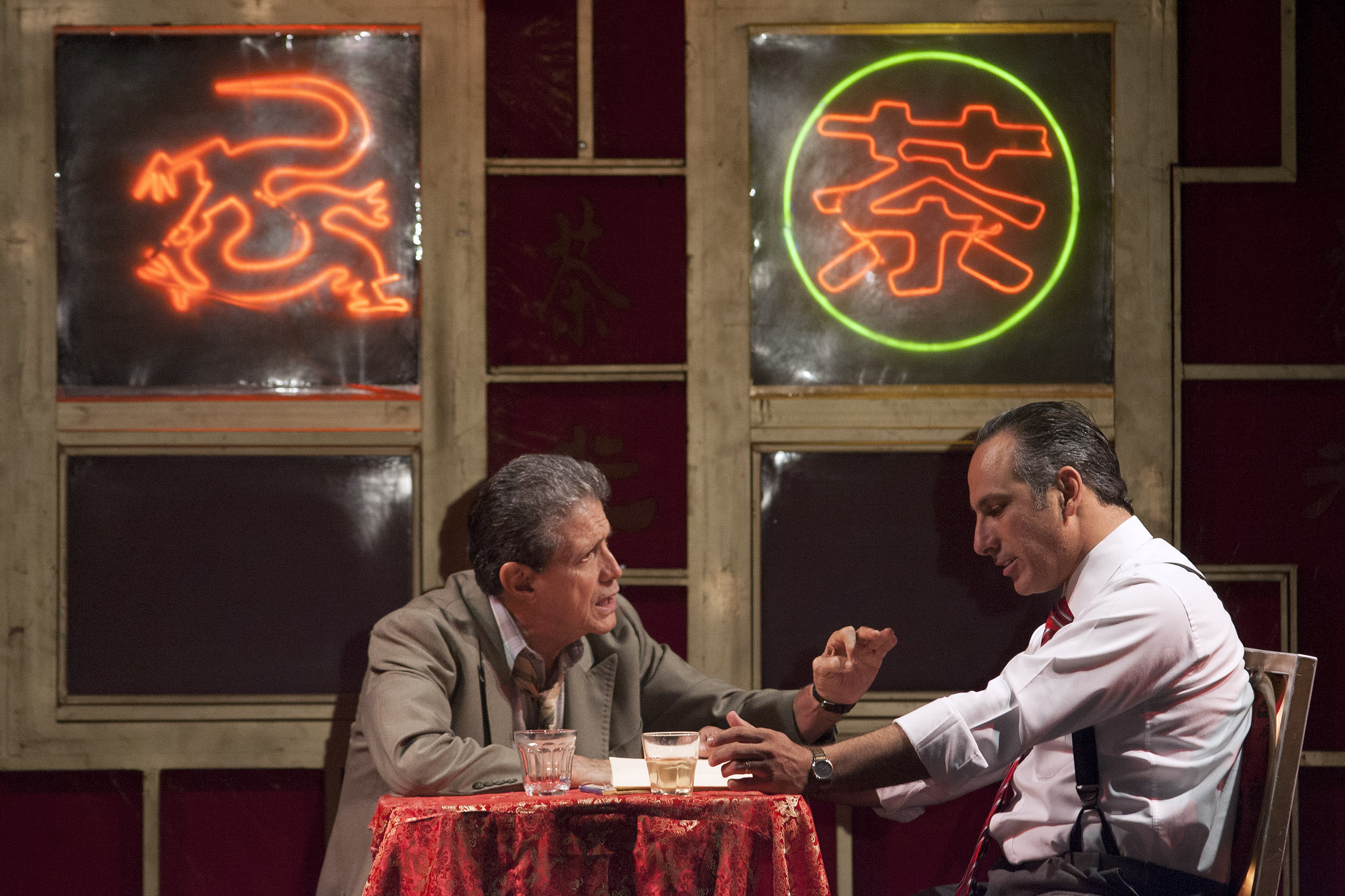
Héctor Bonilla dans la pièce de théâtre Glengarry Glen Ross.

- 2014 : Glengarry Glen Ross de David Mamet

## Filmographie

### Cinéma

#### Comme acteur
- 1962 : Jóvenes y bellas de Fernando Cortés[7]
- 1969 : Patsy, mi amor (es) de Manuel Michel
- 1974 : El cumpleaños del perro (es) de Jaime Humberto Hermosillo
- 1978 : The Children of Sanchez de Hall Bartlett
- 1981 : María de mi corazón (es) de Jaime Humberto Hermosillo
- 1990 : Rojo amanecer de Jorge Fons
- 1992 : El bulto (es) de Gabriel Retes
- 2016 : Un padre no tan padre (es) de Raúl Martínez
- 2021 : Rendez-vous à Mexico de Gerardo Gatica González

### Télévision

#### Comme acteur

##### Telenovelas
- 1967 : La casa de las fieras[8]
- 1978 : Viviana (es)
- 1987 : Rosa salvaje
- 1989 : La casa al final de la calle (es)
- 1999 : La vida en el espejo (es)
- 2000 : Tío Alberto (es)
- 2005 : Machos
- 2009 : Mujer comprada
- 2012 : Amor cautivo
- 2013 : Secretos de familia

##### Séries télévisées
- 1979 : El Chavo del Ocho (épisode Héctor Bonilla visita la vecindad)[9]
- 2017 : El César
- 2018 : El Señor de los Cielos (saison 6)

#### Comme réalisateur
- 1983 : Cuando los hijos se van (es)
- 1995 : Con toda el alma (es)
- 2017 : Mi marido tiene familia

## Doublage
- 2007 : Ratatouille
- 2016 : Le Livre de la jungle
- 2017 : Coco

## Distinctions
- 1977 : Ariel d'argent du meilleur acteur pour son rôle dans Meridiano 100
- 1990 : Prix TVyNovelas comme meilleur acteur principal pour La casa al final de la calle
- 1991 : Ariel d'argent du meilleur acteur pour son rôle dans Rojo Amanecer
- 2000 : Prix TVyNovelas comme meilleur acteur dans un second rôle pour La vida en el espejo
- 2019 : Ariel d'or décerné pour l'ensemble de sa carrière

### Documents audiovisuels
- (es) Óscar Ureil, « TAP - Héctor Bonilla » [vidéo], émission TAP (Taller de Actores Profesionales) (52 min), Canal Once (Mexique), 17 novembre 2012.